# Brainless Wankers
Die Brainless Wankers (engl. hirnlose Wichser) waren eine deutsche Band aus Berlin-Reinickendorf, die ihren musikalischen Stil als „Punkrock mit Trompete“ zusammenfasst. Die Band löste sich im Februar 2008 nach einer Abschlusstournee auf.

## Geschichte
Die Band wurde von den heutigen Mitgliedern 1991 als Schulband gegründet. In den Anfangstagen machten sie bereits durch recht humorvolle, aber untalentierte Konzerte auf sich aufmerksam. Ursprünglich spielten sie vornehmlich deutsche gecoverte Lieder (z. B. Das Lied der Schlümpfe), welche durch massiven Einsatz verzerrter Gitarren stark verändert wurden. Über die Jahre verfeinerten die Brainless Wankers jedoch ihre musikalischen Fähigkeiten.
Spätestens ab ihrem im Jahre 2000 herausgekommenen Album Endorphin mit der Single Holiday from Happiness waren sie in der deutschen Punkszene eine feste Größe. Für Aufsehen sorgte auch ihr Auftritt zusammen mit Sido beim Bundesvision Song Contest 2005, bei dem sie für ihr Bundesland Berlin spielten. Daneben spielten sie als Vorband für Musikgrößen wie Bad Religion, The Mighty Mighty Bosstones und Millencolin. Auch auf großen Festivals wie Berlinova oder With Full Force hat die Band 2005 bereits gespielt. Im Fernsehen waren sie zudem bei einigen Folgen der RTL-Serie Hinter Gittern zu sehen, in der sie sich, die Brainless Wankers, selbst spielen.
Ein Auftritt bei der Fête de la musique am 21. Juni 2005 in der Pariser AbracadaBar brachte sie dem französischen Publikum näher.
Im Oktober 2007 begann die Abschiedstournee Sorry, gotta go. Nach dem letzten Konzert am 2. Februar 2008 im Berliner Magnet Club löste sich die Band auf.

## Texte
Die englischen Texte der Wankers-Lieder gelten unter Kritikern für eine deutsche Band als äußerst pointiert. Thematisch wird oft versucht, augenzwinkernd über eher lustige Texte eine Kritik an Lebenseinstellungen oder gesellschaftlichen Bedingungen unserer Zeit zu machen.

## Mitglieder
Als feste Mitglieder galten nur Oliver Reinert (Gesang), Felix Meißner (Gitarre) und Florian Knauer (Bass), sowohl die Trompetenspieler als auch die Schlagzeuger wechselten sich beim Live-Line-up ab.
Meißner war der Songschreiber, Reinert war generell für die Texte zuständig. Die Texte von Borsig Locomotive vom Album Endorphin sowie The Idols Are Dead auf Consider Yourself Rocked stammten hingegen von Knauer. Obi Amendt trat als Hauptschlagzeuger in die Fußstapfen von Rudi Ruschmann, der die Band verlassen hatte, um sich verstärkt Beruf und Familie zu widmen. Eine Besonderheit für eine Punkbandbesetzung stellte der Tänzer Denis Klose dar, der neben dieser Tätigkeit auch noch Bass bei der aufstrebenden Berliner Band Blind Approach spielte. Interessant ist, dass die Brainless Wankers ausschließlich aus Akademikern bestanden, die zum Teil in Fächern wie Biochemie, Anglistik und Jura promovierten, bzw. habilitierten.
Die Bandmitglieder betreiben ein eigenes Plattenlabel namens Rockhit Records, auf dem sie bislang sieben weitere Bands verlegen (One Fine Day, Andthewinneris, 5BUGS, Carry-All, Elektroboys, Random und The New Story).
2 der Ex-Wankers gründeten im Jahr 2009 die Elektropoppunk-Band protokumpel.

## Diskografie
| Titel                    | Format         | erschienen bei               | Veröffentlichungsdatum |
| ------------------------ | -------------- | ---------------------------- | ---------------------- |
| Anyway                   | Vinyl-EP       | Brainspot Rec./Eigenvertrieb | 1997                   |
| Enrichments              | CD-EP          | Brainspot Rec./Eigenvertrieb | 1999                   |
| Endorphin                | CD-Album       | Rockhit Records/Alive        | 2000, Re-Release 2004  |
| Holiday from Happiness   | CD-Single      | V2/Zomba                     | 2001                   |
| Consider Yourself Rocked | CD-Album       | Rockhit Records/Alive        | 2004                   |
| Size Matters             | CD-Mini-Single | Rockhit Records/Alive        | 2004                   |
| If Everything Else Fails | CD-Album       | Rockhit Records/Alive        | 2006                   |

daneben div. Samplerbeiträge, u. a. auf:
- VISIONS-„All Areas“ Vol. 10 (vertrieben mit Magazin, 2000)
- Berlin macht Schule 3 (V2/Zomba, 2001)
- Boardernoize Vol. 2 (Element Records/Bellaphon, 2002)
- Aggropop Now (Aggropop/Destiny/SPV, 2003)